# Boxeuropameisterschaften 1951
Die 9. Herren-Boxeuropameisterschaften der Amateure wurden vom 14. bis 19. Mai 1951 im italienischen Mailand ausgetragen. Nach 1937 waren dies die zweiten Europameisterschaften in Mailand.
Nach einer Reform der Gewichtsklassen wurden erstmals Titel in zehn Gewichtsklassen vergeben. Außerdem wurden auch erstmals zwei Bronzemedaillen je Gewichtsklasse an die unterlegenen Halbfinalisten vergeben. Italien errang vier Titel und stellte damit die stärkste Mannschaft.

## Ergebnisse
| Klasse            | Gold                          | Silber                       | Bronze                                                   |
| Fliegengewicht    | Aristide Pozzali Italien      | Hein van der Zee Niederlande | Pentti Hämäläinen Finnland Antoine Martin Frankreich     |
| Bantamgewicht     | Vincenzo Dall’Osso Italien    | William Kelly Irland         | János Erdei Ungarn Hermann Mazurkiewitsch Österreich     |
| Federgewicht      | Joseph Ventaja Frankreich     | Kosta Leković Jugoslawien    | István Kisfalvi Ungarn Åke Wärnström Schweden            |
| Leichtgewicht     | Bruno Visintin Italien        | István Juhász Ungarn         | David O’Connell Irland Milivoje Bulat Jugoslawien        |
| Halbweltergewicht | Herbert Schilling Deutschland | Marcello Padovani Italien    | Peter Müller Schweiz Terry Milligan Irland               |
| Weltergewicht     | Zygmunt Chychła Polen         | Hans Kohlegger Österreich    | Gert Stråhle Schweden Jacques Dugenier FRA               |
| Halbmittelgewicht | László Papp Ungarn            | Jens Andersen Dänemark       | Alfred Paliński Polen Alfred Lay England                 |
| Mittelgewicht     | Stig Sjölin Schweden          | Günter Sladky Deutschland    | Hans Niederhauser Schweiz Jean Lalounis Schweiz          |
| Halbschwergewicht | Marcel Limage Belgien         | Bjarne Lingås Norwegen       | Giovanni Battista Alfonsetti Italien Rolf Storm Schweden |
| Schwergewicht     | Giacomo di Segni Italien      | Edgar Gorgas Deutschland     | Jan Dijkman Niederlande José Peyre Belgien               |

## Medaillenspiegel
| Rang | Land           | Gold | Silber | Bronze | Gesamt |
| ---- | -------------- | ---- | ------ | ------ | ------ |
| 01   | Italien        | 4    | 0      | 1      | 5      |
| 02   | BR Deutschland | 1    | 2      | 0      | 3      |
| 03   | Ungarn         | 1    | 1      | 2      | 4      |
| 04   | Frankreich     | 1    | 0      | 3      | 4      |
| 04   | Schweden       | 1    | 0      | 3      | 4      |
| 06   | Polen          | 1    | 0      | 1      | 2      |
| 06   | Belgien        | 1    | 0      | 1      | 2      |
| 08   | Irland         | 0    | 2      | 2      | 4      |
| 09   | Österreich     | 0    | 1      | 1      | 2      |
| 09   | Niederlande    | 0    | 1      | 1      | 2      |
| 09   | Jugoslawien    | 0    | 1      | 1      | 2      |
| 012  | Dänemark       | 0    | 1      | 0      | 1      |
| 012  | Norwegen       | 0    | 1      | 0      | 1      |
| 014  | England        | 0    | 0      | 2      | 2      |
| 015  | Finnland       | 0    | 0      | 1      | 1      |
|      | Gesamt         | 10   | 10     | 20     | 40     |